# Coriarachne
Coriarachne Thorell, 1870 è un genere di ragni appartenente alla famiglia Thomisidae.

## Distribuzione
Le cinque specie note di questo genere sono diffuse nella regione olartica: la specie dall'areale più vasto è la Coriarachne depressa (C. L. Koch, 1837), reperita in diverse località della regione paleartica

## Tassonomia
Non sono stati esaminati esemplari di questo genere dal 2012.
A giugno 2014, si compone di cinque specie:
- Coriarachne brunneipes Banks, 1893 — USA, Canada, Alaska
- Coriarachne depressa (C. L. Koch, 1837)[2] — Regione paleartica
- Coriarachne fulvipes (Karsch, 1879) — Corea, Giappone
- Coriarachne melancholica Simon, 1880 — Cina
- Coriarachne nigrostriata Simon, 1886 — Vietnam

### Sinonimi
- Coriarachne nakina Gertsch, 1953; posta in sinonimia con C. brunneipes Banks, 1893 a seguito di uno studio degli aracnologi Bowling & Sauer del 1975[1].
- Coriarachne potanini Schenkel, 1963; posta in sinonimia con C. melancholica Simon, 1880 a seguito di un lavoro degli aracnologi Song & Zhu del 1997[1].

### Nomen dubium
- Coriarachne lenta (Walckenaer, 1837); esemplari rinvenuti negli USA e originariamente ascritti al genere Thomisus, a seguito di uno studio degli aracnologi Bowling & Sauer del 1975 sono da ritenersi nomina dubia[1].